# Голешов (Чехія)
Голешов — місто в окресі Кромеріж, Злінський край, за 13 км на північний захід від міста Злін, на західному краю Гостинських гір, на межі регіонів Гана і Моравська Валахія на річці Русава.

## Історія
Поселення сформувалося на перетині двох маршрутів т.зв. Бурштинового шляху. В християнські часи був єпископським маєтком, за часів Пржемисловичів збільшилось до рівня міста. В часи реформації став рушійним центром руху Братська єдність та Лютеранства. 
Місто також стало великим центром ультраортодоксальних євреїв, у тому числі працювало декілька відомих вчених-каббалістів. Найважливішим економічним і культурним явищем в Голешові до І Світової війни стала промислова виставка. Після світової війни Голешов став останнім місцем в Чехії, де відбулися єврейські погроми. На початку 20-хх років в Голешові була створена чеська фашистська організація, котра згодом отримала назву Національна фашистська організація.
Наприкінці 30-х років місто стало гарнізоном для елітних частин чеських прикордонників. Згодом в місті організували підготовку і навчання жандармів Schutzpolizei, а в комуністичні часи — школу служби безпеки комуністичної Чехословаччини. Вже в демократичній Чехії в Голешові розмістились Вища та Середня поліцейські школи.

## Герб
В синьому полі розміщена золота вежа з блоків, що стоїть на трьох сходах. У вежі є дві бійниці. Верх вежі закінчується восьмигранною зіркою.

### Історія герба
Коли місто отримало герб невідомо. Найстарший вигляд герба відомий з 1487 року, де зображено вищу вежу і бійниці над нею. В подальшому бійниці вже зображались у самій вежі. Кольори гербу взяті з родового гербу Штернберків, котрі володіли Голешовом в часі надання йому статуса міста. В 1828 році, коли місто звільнилось від дворянської залежності зірку замінили на м'яч. Теперішній вигляд герба встановили в 1972 році, коли в межах святкування 700 річчя надання Голешову статутсу міста, комісія істориків рекомендувала повернути зірку, яка на той час вже не символізувала дворянського підданства.

## Пам'ятки
- Замок і сад

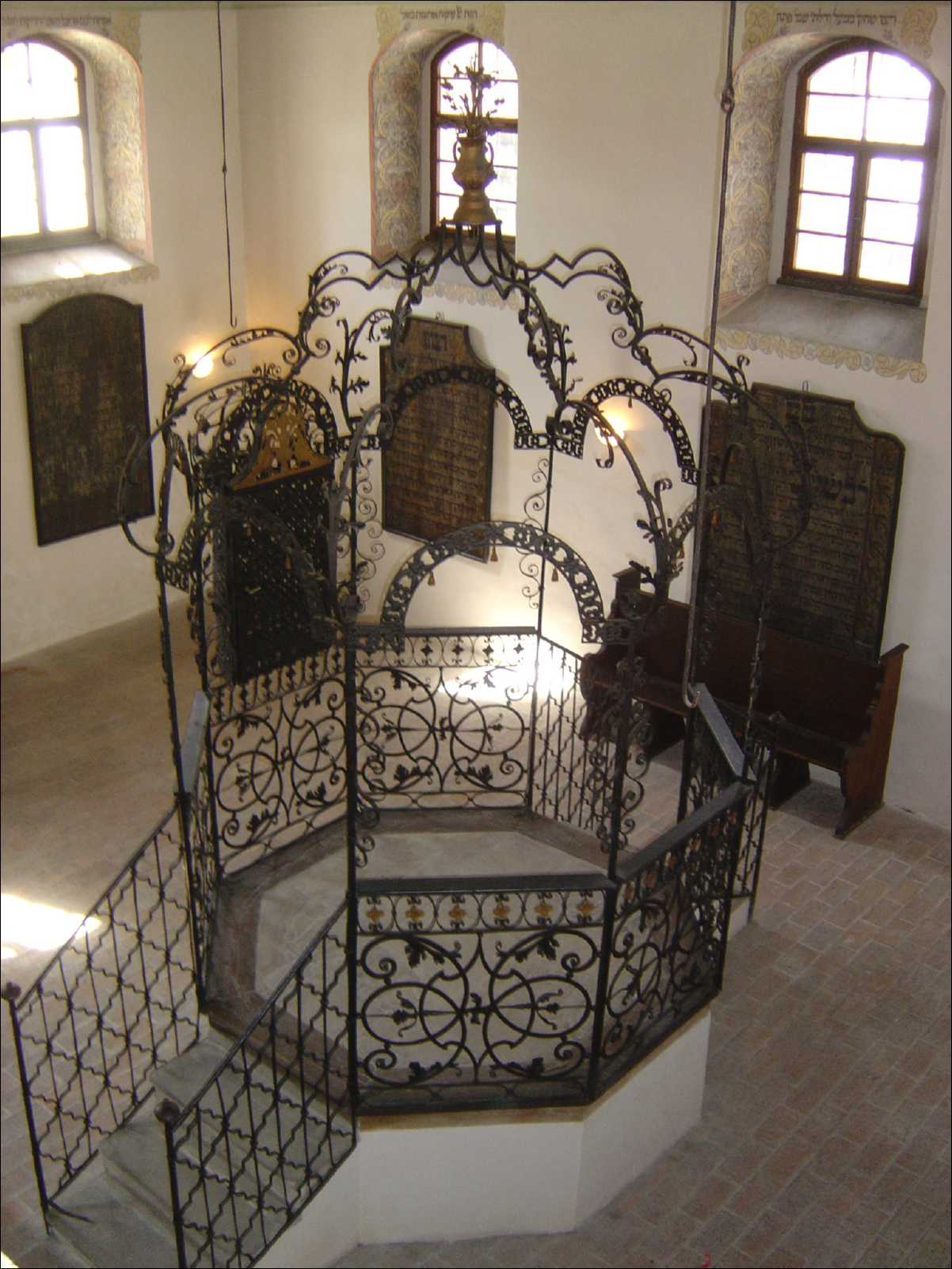
Шахова синагога

- Костел Внебовзя́ття Пресвятої Діви Марії
- Чумний стовп підля костелу (початок XVIII ст.), висотою 7 м.
- Костел Святої Анни,
- Каплиця Святого Хреста (1662 рік)
- Каплиця Святого Мартина
- Шахова Синагога
- Єврейське кладовище

## Міста-побратими
- Турчянське Тепліце, Словаччина
- Пщина, Польща
- Десинич, Хорватія

## Відомі люди
- Саббатай бен Меір га-Коген (з 1655 року рабин у Голешові).